# Mifflin County
Mifflin County ist ein County im Bundesstaat Pennsylvania der Vereinigten Staaten. Bei der Volkszählung im Jahr 2020 hatte das County 46.143 Einwohner und eine Bevölkerungsdichte von 43 Einwohner pro Quadratkilometer. Der Verwaltungssitz (County Seat) ist Lewistown.

## Geschichte
Das County wurde am 19. September 1789 gebildet und nach dem General und Gouverneur Thomas Mifflin benannt.
Neun Bauwerke und Stätten des Countys sind im National Register of Historic Places (NRHP) eingetragen (Stand 23. Juli 2018).

## Geographie
Das County hat eine Fläche von 1074 Quadratkilometern, wovon 7 Quadratkilometer Wasserfläche sind.

## Bevölkerungsentwicklung

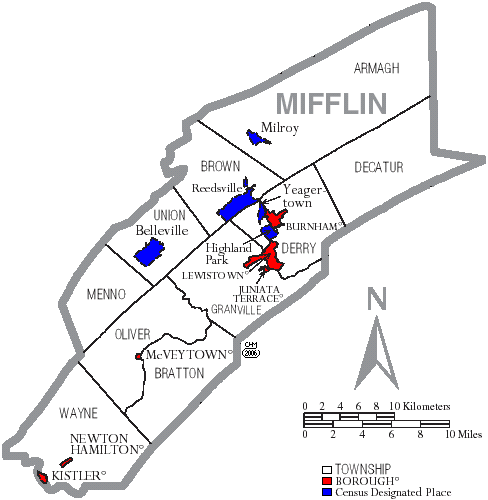
Karte des Mifflin Countys

## Städte und Ortschaften
| - Armagh Township - Belleville - Bratton Township - Brown Township - Burnham - Decatur Township - Derry Township | - Granville Township - Highland Park - Juniata Terrace - Kistler - Lewistown - McVeytown - Menno Township | - Milroy - Newton Hamilton - Oliver Township - Reedsville - Union Township - Wayne Township - Yeagertown |